# Louis Brunet (homme politique, 1847-1905)
Pour les articles homonymes, voir Louis Brunet et Brunet.
Louis Brunet, né le 23 juillet 1847 à Saint-Denis de La Réunion et mort le 26 décembre 1905, à Paris, est un homme politique français.

## Biographie
Louis Brunet fait partie d'une famille d'hommes politiques de La Réunion : son père, Charles, était conseiller général, son oncle, Jacques Sully-Brunet, était parlementaire ; son fils, Auguste, sera lui aussi député.
Engagé volontaire en 1870 après des études secondaires faites à La Réunion, Louis revient sur son île natale où il commence une carrière de journaliste et polémiste, du côté des républicains.
Il commence aussi une carrière d'écrivain et publie de nombreux ouvrages.
Maire de Saint-Benoît, il est ensuite élu conseiller général, et préside l'assemblée départementale entre 1887 et 1888.
En 1893, il se présente aux élections législatives, et l'emporte au premier tour, battant le sortant Edouard Le Roy.
Il siège alors sur les bancs des républicains, et se révèle très actif sur toutes les questions coloniales. Il est notamment à l'origine de la décision de l'expédition française à Madagascar menée en 1894, et encourage la colonisation de cette île.
Réélu en 1898, il rejoint alors l'aile modérée des radicaux, et continue d'intervenir sur les questions coloniales. En 1902, il se prononce pour l'abolition de la peine de mort, ce qui est très en avance sur son temps.
Cette même année, il est seul candidat dans sa circonscription, et donc réélu dès le premier tour. Il siège alors parmi les radicaux-socialistes, et est élu vice-président de la commission des affaires extérieures, des colonies et des protectorats.
Pendant ce mandat, il se fait remarquer comme auteur d'une proposition de Loi relative à la Haute cour nationale de justice, dont l'exposé des motifs est un véritable travail historique et juridique de recherche sur le fonctionnement de cette juridiction.
À la suite du décès de Théodore Drouhet, il se présente à l'élection sénatoriale partielle du 8 janvier 1905 et est élu à la Haute assemblée, où il rejoint le groupe radical-socialiste. Il meurt cependant quelques mois plus tard, de façon prématurée, à l'âge de 58 ans.

## Principales publications
- Denfert-Rochereau, Saint-Denis (Réunion), impr. de T. Drouhet fils, 1878 (poème patriotique)
- A outrance, Saint-Denis (Réunion), impr. de T. Drouhet fils, 1880
- Ripaud de Montaudevert, scènes de la Révolution française à l'île Bourbon, Paris : J. Baudry, 1880
- L'abbé Dermont ; suivi du dossier de la défense, Paris : L. Cerf, (1883)
- Histoire de l'Association générale des francs-créoles de l'île Bourbon, Saint-Denis (Réunion) : impr. T. Drouhet fils, 1884-1885, disponible sur Gallica
- Français toujours ! Paris : L. Cerf, 1895
- La France à Madagascar. 1815-1895,  Paris : Hachette, 1895, disponible sur Gallica
- De Marseille à Tamatave, Paris : C. Delagrave, 1898
- Fille de France, Paris : C. Delagrave, 1899, disponible sur Gallica
- Dahomey et dépendances, historique général, organisation, administration, ethnographie, productions, agriculture, commerce, Paris : A. Challamel, 1900
- Colonisation de l'île Bourbon et fondation du quartier Saint-Pierre (préface), Paris : C. Delagrave, (1901)
- L'œuvre de la France à Madagascar : la conquête, l'organisation, le général Galliéni, Paris : A. Challamel, 1903, disponible sur Gallica

## Annexe